# BGL Luxembourg Open 2017
Il BGL Luxembourg Open 2017 è stato un torneo di tennis giocato sul cemento indoor. È stata la 27ª edizione del BGL Luxembourg Open, che fa parte della categoria WTA International nell'ambito del WTA Tour 2017. Si è giocato a Lussemburgo, in Lussemburgo, dal 16 al 21 ottobre 2017.

## Partecipanti WTA

### Teste di serie
| Nazionalità | Giocatore           | Ranking* | Testa di serie |
| ----------- | ------------------- | -------- | -------------- |
| Germania    | Angelique Kerber    | 12       | 1              |
| Paesi Bassi | Kiki Bertens        | 30       | 2              |
| Estonia     | Anett Kontaveit     | 35       | 3              |
| Romania     | Sorana Cîrstea      | 37       | 4              |
| Belgio      | Elise Mertens       | 38       | 5              |
| Germania    | Tatjana Maria       | 52       | 6              |
| Brasile     | Beatriz Haddad Maia | 58       | 7              |
| Stati Uniti | Varvara Lepchenko   | 60       | 8              |

* Ranking al 9 ottobre 2017.

### Altre partecipanti
Le seguenti giocatrici hanno ricevuto una Wildcard per il tabellone principale:
- Angelique Kerber
- Sabine Lisicki
- Andrea Petković

La seguente giocatrice è entrato in tabellone come special exempt:
- Mihaela Buzărnescu

La seguente giocatrice è entrata in tabellone con il ranking protetto:
- Ajla Tomljanović

Le seguenti giocatrici sono passate dalle qualificazioni:

- Jana Fett
- Pauline Parmentier
- Alison Van Uytvanck
- Yanina Wickmayer

La seguente giocatrice è entrata in tabellone come lucky loser:
- Naomi Broady

### Ritiri
Prima del torneo
- Océane Dodin →sostituita da  Petra Martić
- Camila Giorgi →sostituita da  Naomi Broady
- Magda Linette →sostituita da  Jana Čepelová
- Lucie Šafářová →sostituita da  Madison Brengle
- Barbora Strýcová →sostituita da  Evgeniya Rodina
- Roberta Vinci →sostituita da  Eugenie Bouchard
- Markéta Vondroušová →sostituita da  Sara Sorribes Tormo

Durante il torneo
- Sorana Cîrstea
- Andrea Petković

## Campionesse

### Singolare
Carina Witthöft ha sconfitto in finale  Mónica Puig con il punteggio di 6–3, 7–5.

### Doppio
Lesley Kerkhove /  Lidzija Marozava hanno sconfitto in finale  Eugenie Bouchard /  Kirsten Flipkens con il punteggio di 6(4)–7, 6–4, [10–6].